# Nicolás Albarracín
Nicolás Gabriel Albarracín Basil (Montevideo, 11 giugno 1993) è un calciatore uruguaiano, centrocampista del Foshan Nanshi.
Possiede il passaporto italiano.

## Biografia
È fratello maggiore di Agustín Albarracín, a sua volta calciatore professionista.

## Carriera

### Club
Ha esordito in prima squadra col Montevideo Wanderers nella partita della 13ª giornata di campionato persa per 2-1 contro il River Plate e disputata il 21 novembre 2010; sarà questa l'unica partita della stagione.
Torna in campo nell'agosto del 2012, collezionando in seguito 11 presenze in massima serie prima di trasferirsi alla società italiana dello Spezia, militante in Serie B; chiude l'annata in Italia con 3 presenze.